# Henry Percy (2e comte de Northumberland)
Pour les articles homonymes, voir Henry Percy.
Henry Percy (3 février 1393 – 22 mai 1455), 2e comte de Northumberland, est un noble anglais.

## Biographie

### Famille et jeunesse
Il est le fils de Harry « Hotspur » et le petit-fils du premier comte de Northumberland.
Les Percy étaient des soutiens du roi Richard II. Cependant, lorsque Richard crée Ralph Neville comte de Westmorland en 1397, Northumberland s'inquiète des ambitions de Neville, dont le nouveau comté pourrait menacer ses territoires. Northumberland soutient la rébellion d'Henri Bolingbroke en 1399, qui force Richard à abdiquer et est proclamé roi d'Angleterre sous le nom d'Henri IV.
Henri IV se montra peu reconnaissant envers les Percy. En effet, il accorda de nombreuses faveurs à Neville, qui avait épousé Jeanne Beaufort, demi-sœur d'Henri, et avait lui-aussi soutenu l'usurpation de ce dernier.
Northumberland et son fils Hotspur, mécontents de l'incapacité du roi à mettre fin pacifiquement au soulèvement d'Owain Glyndwr, se rebellent contre le roi en 1403. Hotspur est tué à la bataille de Shrewsbury tandis que Northumberland s'enfuit en Écosse. Il tente deux autres rébellions avant d'être tué à bataille de Bramham Moor en 1408. Par conséquent, le jeune Henry passe sa jeunesse en exil en Écosse,

### Restauration de ses titres
En 1413, Henry Percy, fils d'Hotspur, est pardonné par le nouveau roi Henri V. Il retrouve son titre de comte de Northumberland et la garde des Marches écossaises de l'Est en 1416. Or, les Percy possédaient également avant leurs rébellions la garde des Marches écossaises de l'Ouest. Ces Marches de l'Ouest avaient cependant été données à Ralph Neville en 1405 par Henri IV pour sa fidélité. Les Percy considéraient donc les Neville comme des parvenus.
Percy participe aux campagnes d'Henri V en France en 1415-1416, mais il passe le plus clair de son temps à défendre la frontière nord contre les incursions écossaises entre 1417 et 1423.

### La querelle Percy-Neville
Henri V et son successeur Henri VI tentent de maintenir une certaine concorde entre les Percy et les Neville. Lors de la minorité d'Henri VI, le régent Humphrey de Lancastre charge Northumberland et Richard Neville, 5e comte de Salisbury, de défendre la frontière face aux incursions écossaises. Northumberland et Salisbury renoncent à leurs postes de gardiens des Marches respectivement en 1434 et 1435, car le roi ne les aide pas assez financièrement et matériellement. Ce manque de coordination conduit à la défaite des Anglais lors d'un raid écossais à Piperdean en 1436. Northumberland retrouve sa position de gardien des Marches de l'Est en 1440. Les relations entre Percy et Neville sont à ce moment-là globalement pacifiques.
Les relations entre les Neville et les Percy s'enveniment en 1448 lors de la bataille de Sark. L'armée anglaise menée par Northumberland est défaite par les troupes écossaises. Lord Poynings, fils aîné de Northumberland, est capturé. Salisbury perd dans la bataille 2000 chevaux et est exclu des négociations de paix avec les Écossais. Les Percy sont considérés comme responsables de la défaite ; la famille Neville se voit accorder quelque temps la faveur de la Cour et profite de l'affaiblissement de ses rivaux.
Les relations entre Salisbury et Northumberland tournent à l'affrontement national car Salisbury trouve un allié en la personne de son beau-frère Richard d'York, le cousin du roi, exilé en Irlande depuis 1447. York conteste la politique du roi Henri VI, qui est contrôlé par le duc de Somerset Edmond Beaufort.
À deux reprises, en 1450 et en 1452, York tente d'écarter Somerset du pouvoir mais la reine Marguerite d'Anjou et Northumberland interviennent pour le défendre. York se rebelle mais doit finalement se soumettre au roi. Il doit jurer de ne plus reprendre les armes contre la Couronne et Somerset.

#### Le protectorat du duc d'York et l'accélération des combats
Henri VI subit un choc mental le 10 août 1453 en apprenant la défaite de Castillon. Le roi ne réagit même pas à la naissance de son fils, Édouard de Westminster, le 13 octobre 1453. Le cardinal John Kemp, Lord grand chancelier, meurt le 22 mars 1454, ce qui laisse le poste de chef du Conseil royal vacant. Cette situation pousse Richard d'York, avec l'aide des comtes de Salisbury et de Warwick à écarter du pouvoir la reine et à se proclamer Lord Protecteur du royaume le 27 mars 1454. Somerset est emprisonné à la Tour de Londres et York fait entrer au Conseil du roi ses alliés.
Entretemps, le 24 août 1453, une escarmouche a éclaté entre Salisbury et Northumberland à Heworth, près d'York. Salisbury, qui revenait du mariage de son fils Thomas avec l'héritière de Ralph de Cromwell, est attaqué par 1000 soldats commandés par Northumberland. Northumberland était en effet inquiet de cette alliance qui améliorait considérablement la position des Neville dans le Nord. Salisbury et ses alliés parviennent néanmoins à s'en sortir indemnes et font fuir leurs ennemis. Les Neville et les Percy rassemblent des soutiens dans leurs châteaux respectifs de Topcliffe et Sand Hutton, dans le Yorkshire du Nord, le 20 octobre 1453. L'affrontement entre les deux camps est imminent mais est évité de justesse. Les tensions s'aggravent cependant à la Noël 1453. La maison de Salisbury à York est mise à sac par Northumberland le 6 mai 1454. Northumberland est convoqué par le Conseil du duc d'York le 12 juin 1454. Salisbury, avec le soutien du duc d'York, réagit et défait le 31 octobre suivant Northumberland à Stamford Bridge. Il capture deux des fils de Northumberland,,.

#### Vers la guerre civile
Le retour du roi à ses sens à la Noël 1454 contrarie les ambitions du duc d'York qui est écarté de la cour en février 1455 par la reine Marguerite d'Anjou. Cette dernière noue des alliances contre York et conspire avec d'autres nobles pour réduire son influence. Elle forme ainsi le clan des Lancastriens.
York et Salisbury sont persuadés que Somerset a convaincu le roi de les éliminer. Pour reprendre le pouvoir, ils doivent contrôler la personne du roi et éliminer Somerset. La solution évidente est un coup de force armé. Étant donné l'incompétence militaire notoire de Somerset, une petite force est jugée suffisante pour tendre une embuscade au convoi royal en route pour Leicester. Ce plan est particulièrement séduisant pour Salisbury, car son ennemi juré, Northumberland, figure dans l'escorte royale.
York, assisté par Salisbury et Warwick, bat les troupes royales lors de la bataille de St Albans le 22 mai 1455. Somerset et Northumberland sont tués, ce qui satisfait en grande partie York et Salisbury. Les troupes yorkistes découvrent le roi Henri VI abandonné par son escorte. Il vient de subir une seconde crise de folie. La Guerre des Deux-Roses vient de commencer ; les yorkistes sont pour l'instant maîtres de l'heure.

## Généalogie

### Mariage et descendance
Henry Percy épouse Éléonore Neville, fille du comte de Westmorland. Ils ont au moins dix enfants :
- John Percy (8 juillet 1418 – en bas âge) ;
- Henry Percy (25 juillet 1421 – 29 mars 1461), 3e comte de Northumberland, épouse Eleanor Poynings ;
- Thomas Percy (29 novembre 1422 – 10 juillet 1460), 1er baron Egremont ;
- Katherine Percy (18 mai 1423 – après 1475), épouse Edmond Grey, 1er comte de Kent ;
- George Percy (24 juillet 1424 – 14 novembre 1474) ;
- Ralph Percy (11 août 1425 – 25 avril 1464), épouse Eleanor Acton, puis Jane Teye ;
- Richard Percy (1426 ou 1427 – 29 mars 1461) ;
- William Percy (7 avril 1428 – 26 avril 1462), évêque de Carlisle ;
- Joan Percy (1430 – 1482) ;
- Anne Percy (3 février 1436 – 5 juillet 1522), épouse Thomas Hungerford de Rowden, puis Lawrence Raynesford, puis Hugh Vaughan.